# 温琴佐·伦祖托
温琴佐·伦祖托（義大利語：Vincenzo Renzuto，1993年4月8日—），意大利水球运动员。他曾代表意大利国家队参加2019年世界游泳锦标赛和2020年夏季奥林匹克运动会水球比赛。